# Xã Thomas, Michigan
Xã Thomas (tiếng Anh: Thomas Township) là một xã thuộc quận Saginaw, tiểu bang Michigan, Hoa Kỳ. Năm 2010, dân số của xã này là 11.985 người.